# Helena Dalli

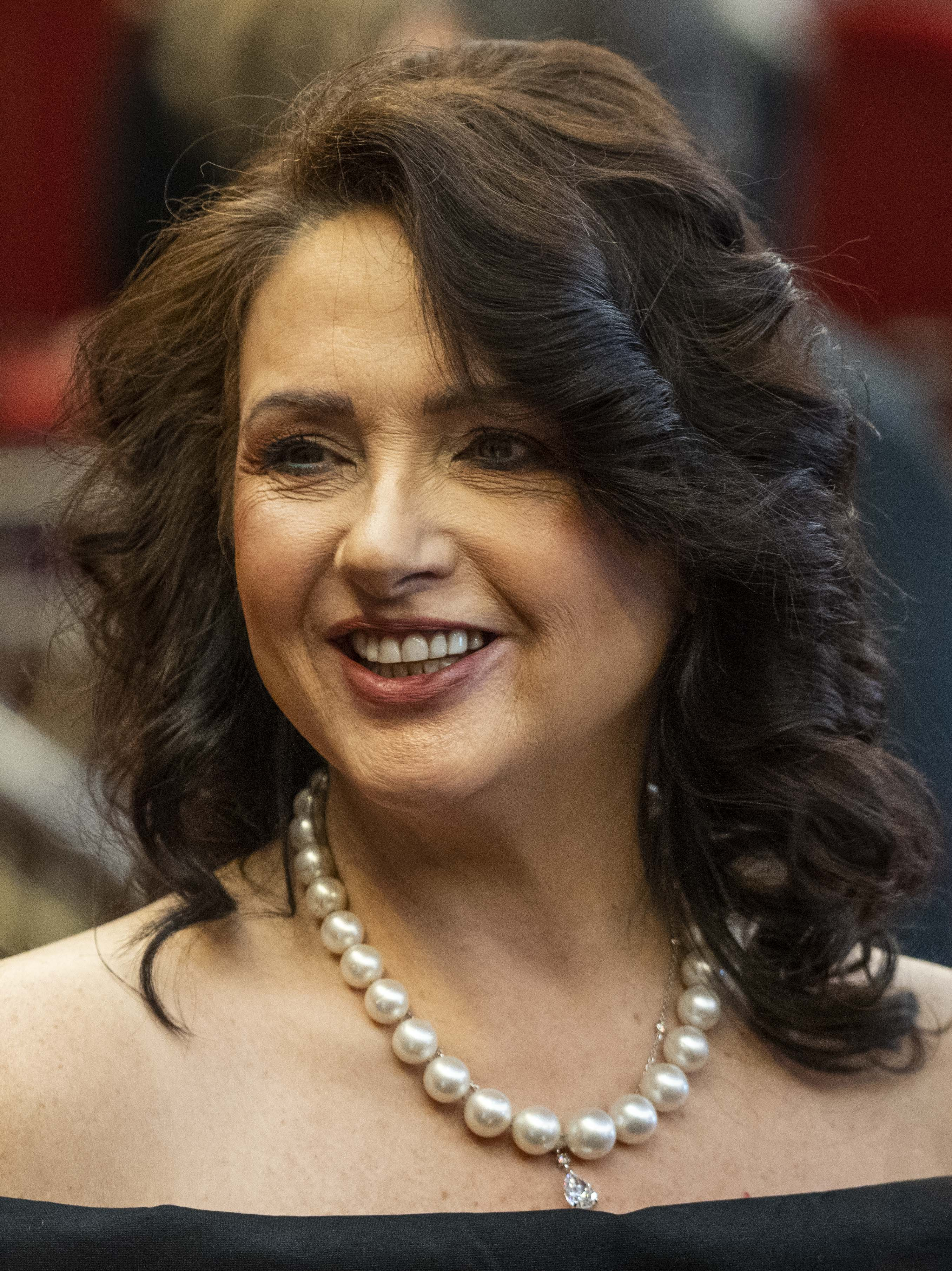
Helena Dalli (2023)

Helena Dalli (* 29. September 1962) ist eine maltesische Politikerin der Partit Laburista, der sozialdemokratischen Partei Maltas. Vom 9. Juni 2017 bis zum 24. Juli 2019 war sie Ministerin für Angelegenheiten der Europäischen Union und Gleichberechtigung im Kabinett Muscat III. Im Kabinett Muscat I und Muscat II war sie zuvor ab 2013 Ministerin für sozialen Dialog, Verbraucherangelegenheiten und Bürgerrechte. Vom 1. Dezember 2019 bis zum 30. November 2024 war sie EU-Kommissarin für Gleichstellung.

## Leben
Helena Dalli promovierte in Politischer Soziologie an der University of Nottingham. An der Universität Malta hält sie Vorlesungen in Politischer Soziologie, Public Policy und Rechtssoziologie. Außerdem schreibt sie für die Tageszeitungen The Times of Malta und L-Orizzont.
1996 wurde sie erstmals ins Repräsentantenhaus, dem Parlament der Republik Malta, gewählt, dem sie seit der 8. Wahlperiode angehört. 1998, 2003, 2008, 2013 und 2017 wurde sie wiedergewählt (9., 10., 11., 12., 13. Wahlperiode).
Während des Kabinetts Sant war sie unter Premierminister Alfred Sant vom 29. Oktober 1996 bis zum 6. September 1998 Parlamentarische Staatssekretärin für Frauenrechte beim Premierminister. Im Kabinett Muscat I und Muscat II unter Premierminister Joseph Muscat war sie von 13. März 2013 bis zum 9. Juni 2017 Ministerin für sozialen Dialog, Verbraucherangelegenheiten und Bürgerrechte.
Nach der Parlamentswahl 2017 wurde sie am 9. Juni 2017 Ministerin für Angelegenheiten der Europäischen Union und Gleichberechtigung im Kabinett Muscat III. In diesem Amt folgte sie Louis Grech nach. Von der Regierung von Malta wurde sie im Juli 2019 als Kandidatin zur EU-Kommissarin für Gleichstellung der Kommission von der Leyen I nominiert. Nach der Nominierung trat sie mit 24. Juli 2019 als Ministerin zurück, ihr Nachfolger wurde Edward Zammit Lewis. Ihr neues Amt als EU-Kommissarin trat sie am 1. Dezember 2019 an. Ihr Vorschlag, christliche Bezeichnungen durch religionsneutrale Begriffe zu ersetzen, scheiterte aufgrund heftiger Proteste. Sie amtierte bis zum 30. November 2024.

## Auszeichnungen
- 2016: European Diversity Award[3]